# Ponornîțea
Ponornîțea (în ucraineană Понорниця) este o așezare de tip urban din raionul Korop, regiunea Cernihiv, Ucraina. În afara localității principale, mai cuprinde și satele Rîhlî și Zelena Poleana.

## Demografie
Componența lingvistică a așezării de tip urban Ponornîțea
     Ucraineană (98,27%)
     Rusă (1,4%)
     Alte limbi (0,08%)
Conform recensământului din 2001, majoritatea populației așezării de tip urban Ponornîțea era vorbitoare de ucraineană (98,27%), existând în minoritate și vorbitori de rusă (1,4%).